# Огродники (Сокульський повіт)
Огродники (пол. Ogrodniki) — село в Польщі, у гміні Сідра Сокульського повіту Підляського воєводства.
Населення — 73 особи (2011).
У 1975-1998 роках село належало до Білостоцького воєводства.

## Демографія
Демографічна структура станом на 31 березня 2011 року:
|          | Загалом | Допрацездатний вік | Працездатний вік | Постпрацездатний вік |
| -------- | ------- | ------------------ | ---------------- | -------------------- |
| Чоловіки | 42      | 12                 | 22               | 8                    |
| Жінки    | 31      | 6                  | 16               | 9                    |
| Разом    | 73      | 18                 | 38               | 17                   |